# Liste der Kreisstraßen im Landkreis Amberg-Sulzbach
Die Liste der Kreisstraßen im Landkreis Amberg-Sulzbach ist eine Auflistung der Kreisstraßen im bayerischen Landkreis Amberg-Sulzbach mit deren Verlauf.

## Abkürzungen
- AM: Kreisstraße in Amberg
- AS: Kreisstraße im Landkreis Amberg-Sulzbach
- BT: Kreisstraße im Landkreis Bayreuth
- LAU: Kreisstraße im Landkreis Nürnberger Land
- NEW: Kreisstraße im Landkreis Neustadt an der Waldnaab
- SAD: Kreisstraße im Landkreis Schwandorf
- St: Staatsstraße in Bayern

## Liste
Nicht vorhandene bzw. nicht nachgewiesene Kreisstraßen werden in Kursivdruck gekennzeichnet, ebenso Straßen und Straßenabschnitte, die unabhängig vom Grund (Herabstufung zu einer Gemeindestraße oder Höherstufung) keine Kreisstraßen mehr sind.
Der Straßenverlauf wird in der Regel von Nord nach Süd und von West nach Ost angegeben.
| Nr. AS | Verlauf |
| ------ | --- |
| AS 1   | – Bachetsfeld – AS 36 – Ammersricht – Einsricht – Neuöd – St 2164 – Illschwang – AS 35 – Ritzenfeld – Ammerthal – Landkreisgrenze – (AM 1 in Amberg)                                                                                           |
| AS 2   | (AM 2 in Amberg) – Landkreisgrenze – Köfering – AS 27 – AS 10 in Mendorferbuch |
| AS 3   | (LAU 28 im Landkreis Nürnberger Land) – Landkreisgrenze – Fürnried – AS 36 – Frechetsfeld – Burkartshof – Schwenderöd – St 2164 – Augsberg –                                                                                                   |
| AS 4   | (AM 4 in Amberg) – Landkreisgrenze – Weiherzant – Oberhof – Ursensollen – AS 15 – Stockau – AS 28 – Hausen – Heimhof – Malsbach – St 2235 in Allersburg                                                                                        |
| AS 5   | Langenbruck-Ost – Axtheid-Berg – St 2166 – St 2123 – Vilseck – Schlicht – St 2120 – Gumpenhof – Schönlind – AS 6 – Irlbach – Süß – St 2120 |
| AS 6   | (LAU 30 im Landkreis Nürnberger Land) – Landkreisgrenze – Unterhirschbach – Hirschbach – Unterklausen – Jägersruh – Unterachtel – AS 39 – Eschenfelden – AS 40 – Riglashof – Fichtenhof – St 2164 – Edelsfeld – Weißenberg – AS 5 in Schönlind |
| AS 7   | St 2165 in Vilshofen – Landkreisgrenze – (SAD 3 im Landkreis Schwandorf) |
| AS 8   | St 2165 – Ensdorf – Seulohe – Thanheim – Ruiding – Landkreisgrenze – (SAD 20 im Landkreis Schwandorf) |
| AS 9   | AS 15 in Hohenkemnath – Reinbrunn – Sauheim – Gunzelsdorf – Richtheim – AS 28 |
| AS 10  | AS 2 in Mendorferbuch – Friebertsheim – Egelsheim – Voggenhof – Winbuch – St 2235 |
| AS 11  | St 2166 – Klein Albershof – Niederärndt – Edelsfeld – … – Sinnleithen – in Sulzbach-Rosenberg |
| AS 12  | St 2164 – Namsreuth – Pruihausen – Mönlas – Schmalnohe – St 2166 |
| AS 13  | St 2040 – Obersdorf – AS 31 – Altmannshof – Traßlberg – St 2040 in Witzlhof |
| AS 15  | AS 4 in Ursensollen – Hohenkemnath – AS 9 – Oberleinsiedl – Haag – AS 27 – Landkreisgrenze – (AM 15 in Amberg) |
| AS 16  | – Kürmreuth – St 2120 in Sorghof |
| AS 17  | Hannesreuth – AS 16 – Kürmreuth – AS 12 |
| AS 18  | St 2166 in Freihung – Elbart – Massenricht – Träglhof – Ehenfeld – AS 19 – Ebenhof – Hirschau – /St 2238 – Dienhof – AS 29 – Pursruck – Lintach – St 2399 – Paulsdorf – St 2040 – Hiltersdorf –                                                |
| AS 19  | St 2123 – AS 18 – St 2238 – Forst – Schnaittenbach – AS 26 – St 2399 in Hainstetten |
| AS 20  | St 2166 in Sigras – Boden – AS 6 in Edelsfeld |
| AS 21  | AS 6 in Weißenberg – Riglashof – Iber – Dürnsricht – |
| AS 22  | AS 23 in Schafhof – Diebis – Ipfheim – Götzenöd – St 2165 in Leidersdorf |
| AS 23  | St 2165 – Ebermannsdorf – AS 22 – in Schafhof |
| AS 24  | (SAD 21 im Landkreis Schwandorf) – Landkreisgrenze – – Pittersberg – Landkreisgrenze – (SAD 21 im Landkreis Schwandorf) |
| AS 25  | St 2120 – Mülles – Unterschalkenbach – Oberschalkenbach – Adlholz – St 2123 |
| AS 26  | AS 19 – Demenricht – Sitzambuch – St 2399 in Kemnath am Buchberg |
| AS 27  | AS 15 in Haag – Köfering – AS 2 – Kümmersbruck – St 2165 – … – Moos – St 2040 in Engelsdorf |
| AS 28  | St 2235 – Reusch – AS 43 – Hausen – Wollenzhofen – Eigentshofen – AS 9 – AS 2 |
| AS 29  | AS 18 in Weiher – Traghof – Freudenberg – Hammermühle – Oberpennading – Unterpennading – St 2040 – Etsdorf – Landkreisgrenze – (SAD 53 im Landkreis Schwandorf) – Landkreisgrenze – St 2151                                                    |
| AS 30  | St 2238 – Aschach-West – Landkreisgrenze – (AM 30 in Amberg) |
| AS 31  | AS 13 – Altmannshof – Speckshof – St 2120 – Ursulapoppenricht – St 2238 in Steiningloh |
| AS 32  | (NEW 28 im Landkreis Neustadt an der Waldnaab) – Landkreisgrenze – Neuersdorf – Holzhammer – Ziegelhütte – St 2399 – Kemnath am Buchberg – Döswitz – AS 33 – Landkreisgrenze – (SAD 28 im Landkreis Schwandorf)                                |
| AS 33  | (SAD 25 im Landkreis Schwandorf) – Landkreisgrenze – AS 32 – Götzendorf – Landkreisgrenze – (SAD 25 im Landkreis Schwandorf) |
| AS 34  | St 2165 in Schmidmühlen – Landkreisgrenze – (SAD 2 im Landkreis Schwandorf) |
| AS 35  | AS 36 in Nonnhof – Reichenunholden – Eckertsfeld – St 2164 – Pesensricht – Illschwang – AS 1 – Schöpfendorf – Pürschlag – St 2040 in Sulzbach-Rosenberg                                                                                        |
| AS 36  | (LAU 26 im Landkreis Nürnberger Land) – Landkreisgrenze – Kegelheim – Eckeltshof – Hainfeld – AS 3 – Frechetsfeld – Fürnried – Nonnhof – AS 35 – AS 1 – Höfling – Hackern – Aichazandt – St 2164                                               |
| AS 37  | St 2164 in Holnstein – Waldlust – Neukirchen bei Sulzbach-Rosenberg – AS 39 – Ermhof – |
| AS 38  | AS 39 in Etzelwang – Penzenhof – Lehendorf – Lehenhammer – Oed – in Weigendorf |
| AS 39  | AS 6 in Unterachtel – Etzelwang – AS 38 – Neukirchen bei Sulzbach-Rosenberg – AS 37 – Peilstein – Lockenricht – St 2164 |
| AS 40  | St 2164 in Königstein – Pruppach – AS 6 in Eschenfelden |
| AS 41  | (LAU 17 im Landkreis Nürnberger Land) – Landkreisgrenze – St 2164 in Königstein |
| AS 42  | Zogenreuth – AS 43 – Auerbach in der Oberpfalz |
| AS 43  | St 2403 in Ligenz – Gunzendorf – Ohrenbach – Auerbach in der Oberpfalz – AS 42 – /St 2162 |
| AS 44  | – St 2162 in Michelfeld |
| AS 45  | (BT 25 im Landkreis Bayreuth) – Landkreisgrenze – St 2162 in Nasnitz |